# Saldoidea
Saldoidea è una superfamiglia di Insetti Leptopodomorfi dell'Ordine dei Rincoti (Sottordine Heteroptera).

## Sistematica
Negli schemi tassonomici ricorrono due differenti suddivisioni dei Leptopodomorfi. In uno, l'infraordine si suddivide in due superfamiglie, Leptopodoidea e Saldoidea. Quest'ultima comprende la famiglia Aepophilidae e, la più rappresentativa, quella dei Saldidae . Il secondo schema considera invece un'unica superfamiglia, quella dei Leptopodoidea, che riunisce le quattro famiglie di Leptopodomorfi .